# Hypo-Untersuchungsausschuss
Der Untersuchungsausschuss zur Untersuchung der politischen Verantwortung für die Vorgänge rund um die Hypo Group Alpe-Adria wurde vom österreichischen Nationalrat am 25. Februar 2015 eingesetzt. Es war der 22. Untersuchungsausschuss des Nationalrates in der Zweiten Republik und der erste, der von der Opposition eingesetzt wurde, nachdem dies erst seit 2015 möglich war. Der Ausschuss begann seine Arbeit am 26. Februar 2015. Im Oktober 2016 wurde dieser beendet.

## Themen
Der Untersuchungsausschuss ist in drei Themenblöcke untergliedert:
| Phase | Thema | Zeitraum                        |
| ----- | --- | ------------------------------- |
| I     | Die Jahre 2000–2008, also den Zeitraum vor der Verstaatlichung | 25. Feb. 2015 – 28. Okt 2015    |
| II    | „Phase der öffentlichen Hilfe für die Hypo Alpe Adria“ (die öffentlichen Finanzhilfen für die Bank ab dem Jahr 2008 sowie die Notverstaatlichung im Dezember 2009)                           | 3. Nov. 2015 – 16. Februar 2016 |
| III   | „Handlungen und Unterlassungen ab der Verstaatlichung“ (das Krisenmanagement der Regierung nach der Notverstaatlichung und die letztendlich erfolgte Errichtung der Abwicklungseinheit HETA) | 17. Februar – Ende Mai 2016     |

Nach sieben Monaten, 39 Ausschusstagen und 340 Stunden Sitzungen wurde der erste Themenblock abgeschlossen.

## Mitglieder
Den Vorsitz führten die Nationalratspräsidenten, erste Vorsitzende war somit Doris Bures. Die neu geschaffene Funktion des Verfahrensrichters übernahm Walter Pilgermair, Vizeverfahrensrichter ist Walter Hellmich. Als Verfahrensanwalt fungierte Bruno Binder, sein Stellvertreter war Klaus Hoffmann. Fraktionsführer waren Kai Jan Krainer (SPÖ), Gabriele Tamandl (ÖVP), Gernot Darmann (FPÖ, Oktober 2015 bis Juni 2016), Werner Kogler (Grüne), Robert Lugar (Team Stronach) und Rainer Hable (NEOS).
| Name                   | Partei | Funktion          |
| ---------------------- | ------ | ----------------- |
| Karin Greiner          | SPÖ    | -                 |
| Kai Jan Krainer        | SPÖ    | Fraktionsführer   |
| Hermann Krist          | SPÖ    | -                 |
| Philip Kucher          | SPÖ    | -                 |
| Maximilian Unterrainer | SPÖ    | -                 |
| Brigitte Jank          | ÖVP    | -                 |
| Gabriel Obernosterer   | ÖVP    | -                 |
| Johannes Rauch         | ÖVP    | -                 |
| Georg Strasser         | ÖVP    | -                 |
| Gabriele Tamandl       | ÖVP    | Fraktionsführerin |
| Erwin Angerer          | FPÖ    | -                 |
| Gernot Darmann         | FPÖ    | Fraktionsführer   |
| Christian Hafenecker   | FPÖ    | -                 |
| Walter Rauch           | FPÖ    | -                 |
| Werner Kogler          | Grüne  | Fraktionsführer   |
| Ruperta Lichtenecker   | Grüne  | -                 |
| Rainer Hable           | Neos   | Fraktionsführer   |
| Robert Lugar           | TS     | Fraktionsführer   |